# Numbeo
Numbeo is een crowdsourced, wereldwijde database met genoteerde consumentenprijzen, vermeende misdaadcijfers, de kwaliteit van de gezondheidszorg, en andere statistieken.
Numbeo stelt gebruikers in staat informatie over de kosten van levensonderhoud te delen en te vergelijken tussen landen en steden.
Numbeo werd in april 2009 opgericht door Mladen Adamovic, een ex-Google software engineer. Oorspronkelijk was het een website voor crowdsourced prijsvergelijking, maar in 2011 werd begonnen gegevens te verzamelen over misdaad, vervuiling, gezondheidszorg en verkeer.
De website van Numbeo wordt beheerd door Numbeo Doo, een bedrijf dat in Servië is geregistreerd.

## Populariteit
Numbeo werd genoemd of gebruikt als bron in honderden grote kranten over de hele wereld, waaronder Forbes, Business Insider, Time, The Economist, BBC, The New York Times, China Daily, en The Telegraph. Numbeo beweert de grootste website in zijn soort te zijn met – in augustus 2014 – meer dan 1,3 miljoen verzamelde gegevens. Volgens Alexa Internet behoorde Numbeo.com in augustus 2014 tot de top 10.000 websites, gerangschikt op verkeer.

Subjectieve levenskwaliteit, op basis van gegevens van Numbeo (2019).

Numbeo werd soms ook gebruikt door de FAO, het IMF, de Wereldbank en andere internationale organisaties.

## Kritiek
Volgens een vastgoedwebsite moesten de prijzen op Numbeo in 2012 met een korrel zout genomen worden, aangezien ze het resultaat zijn van niet-gecontroleerde opgave door gebruikers. Een vergelijking met andere internationale stadsgegevensbronnen uit 2017 suggereerde dat Numbeo op stadsniveau weliswaar onnauwkeurig kan zijn, maar op landelijk niveau betrouwbaarder is.